# Thalictrum lancangense
Thalictrum lancangense är en ranunkelväxtart som beskrevs av Y. Y. Qian. Thalictrum lancangense ingår i släktet rutor, och familjen ranunkelväxter. Inga underarter finns listade i Catalogue of Life.